# Vaux-en-Bugey
Vaux-en-Bugey es una comuna francesa situada en el departamento de Ain, en la región Auvernia-Ródano-Alpes.

## Demografía
| 687 | 738 | 762 | 798 | 881 | 1 003 | 1 115 | 1 215 | 1 224 | 1 221 |
| Para los censos de 1962 a 1999 la población legal corresponde a la población sin duplicidades (Fuente: INSEE [Consultar]) |     |     |     |     |       |       |       |       |       |

## Hermanamiento
- Redavalle (Italia).